# 千葉気動車区

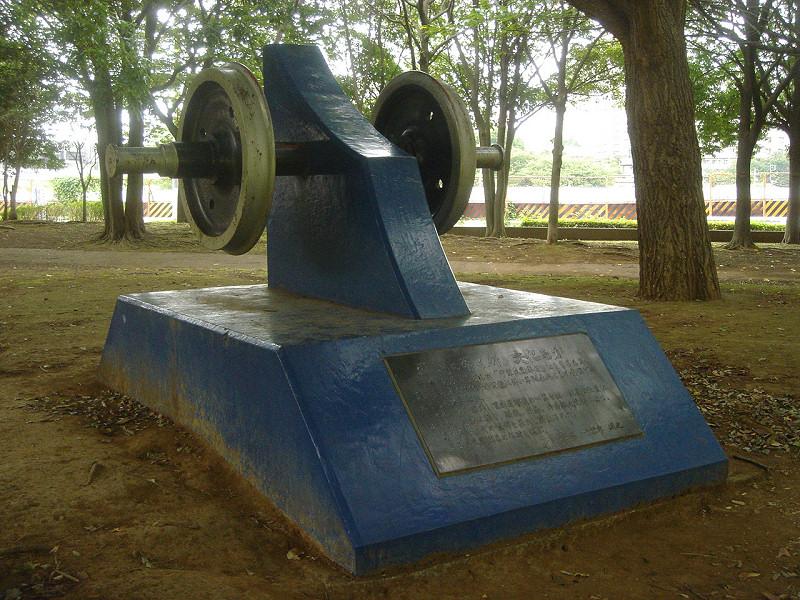
千葉気動車区跡の記念碑「車輪の響く所、文化あり」（西千葉公園内）

千葉気動車区（ちばきどうしゃく）は、かつて千葉県千葉市（現在の稲毛区）にあった日本国有鉄道（国鉄）千葉鉄道管理局の車両基地である。房総東・西線を気動車化モデル線区とするにあたって、奈良気動車区に次ぐ全国2番目の気動車区として1954年12月に発足した。

## 概要
房総地区への液体式気動車の大量投入により、千葉気動車区は1954年12月25日に全国2番目の気動車区として発足した。同年10月に開設された奈良気動車区は従来の奈良機関区の敷地が転用されたが、千葉気動車区は千葉駅近くにあった千葉機関区の転用ではなく全く異なる場所に新設された。
当区の敷地は総武本線稲毛駅から西千葉駅までの駅間の北側部分ほぼ全域に渡っており、両駅から線路が分岐していた。千葉駅方面から当区に入区するには総武本線下り線を横断しての入区となるため、西千葉駅には入区列車が交錯する下り列車を待機するための中線が存在した。
構内には全長875 m、敷地面積51,018 m2の敷地に総延長6,123 mの線路が敷設され、中央部に検修庫が、西千葉駅寄りに12線の留置線が配置されていた。稲毛駅寄りには洗浄線と転車台が設けられていた。
1960年代以降の房総地区各線は久留里線・木原線を除いて電化され、千葉気動車区は総武本線・成田線・鹿島線の電化が完成した1975年3月10日のダイヤ改正で廃止となった。久留里線を担当していた木更津支区は佐倉機関区に移管された。1981年（昭和56年）の津田沼駅 - 千葉駅間の複々線化工事の際、閉区後未利用だった当区敷地が総武快速線及び黒砂信号場用地として使用された。

## 配置車両
開設当初は木更津支区などに暫定配置された車両の転入と新製投入を合わせた58両が配置された。45000系（17系）気動車が多数配置され、1955年（昭和30年）3月15日現在の配置はキハ45000形（17形）32両、キハ45500形（16形）7両、キハ46000形（18形）19両であった。
1957年（昭和32年）7月には20系気動車のキハ25形キハ25 1 - 4が配置されるなど、他系列の配置も拡大した。房総地区の気動車の大半が配置され、1968年（昭和43年）3月31日時点の配置車両数は最多となる215両であった。20系気動車やその後の45系気動車の投入数は多くなく、通勤用の35系気動車が増備されたことで17系、20系は大部分が他線区へ転出した。準急・急行用には55系気動車・58系気動車の1エンジン車が投入されており、キロ25形・キハ26形・キロ28形・キハ28形が配置されていた。
通常配置車の他に夏期輸送（房総夏ダイヤ）の時期になると他区からの借入や早期落成車の仮配置によって管内の輸送をまかなっていた。新潟鐵工所・富士重工業・東急車輛製造で落成した車両から順に配置前の試運転を前提として千葉局管内で使用していた。北海道向けをはじめ、四国・九州向けの新車から修学旅行色、準急日光用55系、千葉局には配置がなかった2基エンジンのキハ58形、横軽対策車のキロ27形・キハ57形、2013年（平成25年）よりいすみ鉄道で運用されているキハ28 2346や、JR最後の旅客用58系気動車であるKenjiの先頭車となったキハ58 650も含まれている。
特記事項としては153系電車や80系電車を使用した臨時列車運転にあたって、非電化区間の牽引を当区配置のDD13形重連の牽引によってまかなったことがあげられる。
千葉気動車区は国鉄設計事務所・技術研究所に近いことから、試作車が配置されて試験を行うことがあった。400 PSエンジンを搭載した試作車60系気動車は1959年（昭和34年）より房総地区で夏季臨時準急に使用されたが、試験結果は芳しくなく、量産はには至らなかった。1966年（昭和41年）には300 PS、500 PSエンジンを搭載した試作車の90系気動車が房総西線で試験を行い、試験結果は181系気動車に活用された。このほか、塩害対策として試作投入された国鉄初のオールステンレス気動車であるキハ35形900番台の新製配置は、全車当区であった。
千葉気動車区ではトップナンバー車の配置も多く、1965年（昭和41年）8月5日時点ではキハ18 1、キハ28 1、キハ55 1、キハ60 1、キロ60 1の配置があった。それ以外の時期にもキハ16 1、キハ25 1、キハ45 1、キハ90 1、キハ91 1、キユニ11 1、キユニ19 1の配置歴があった。

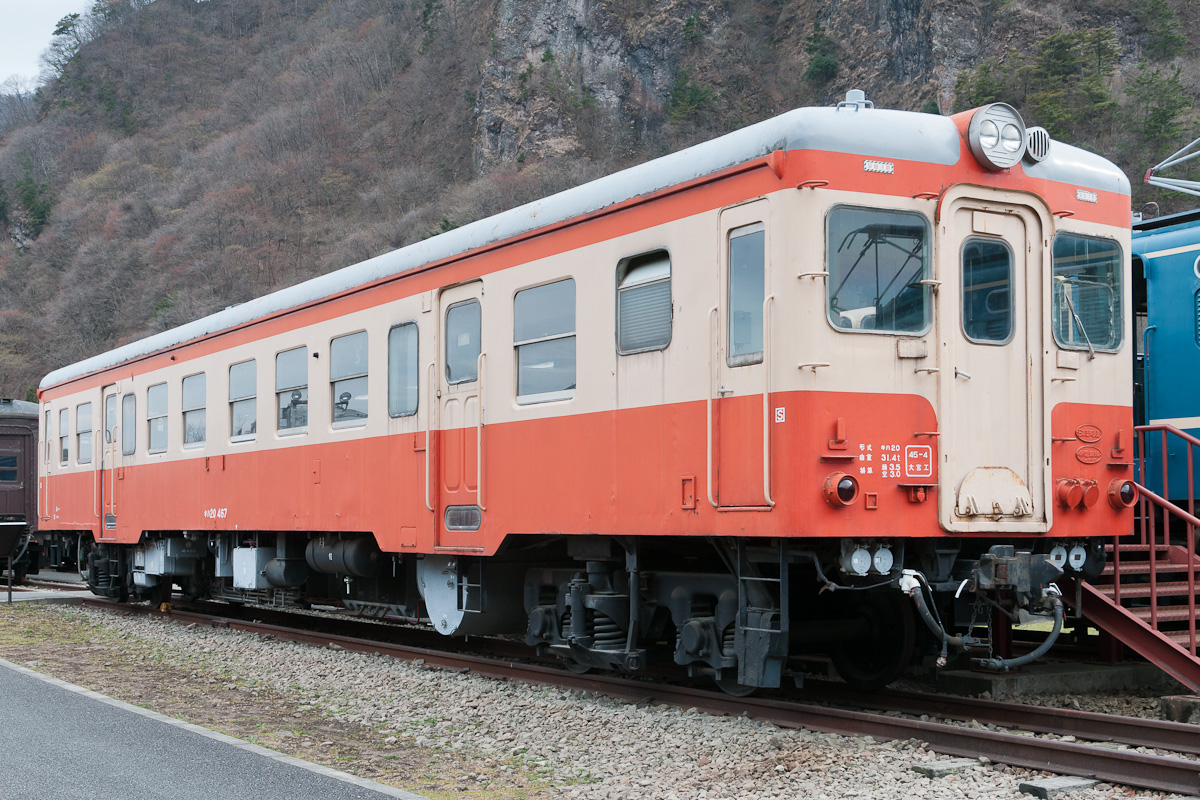
キハ20 467 （新製配置）
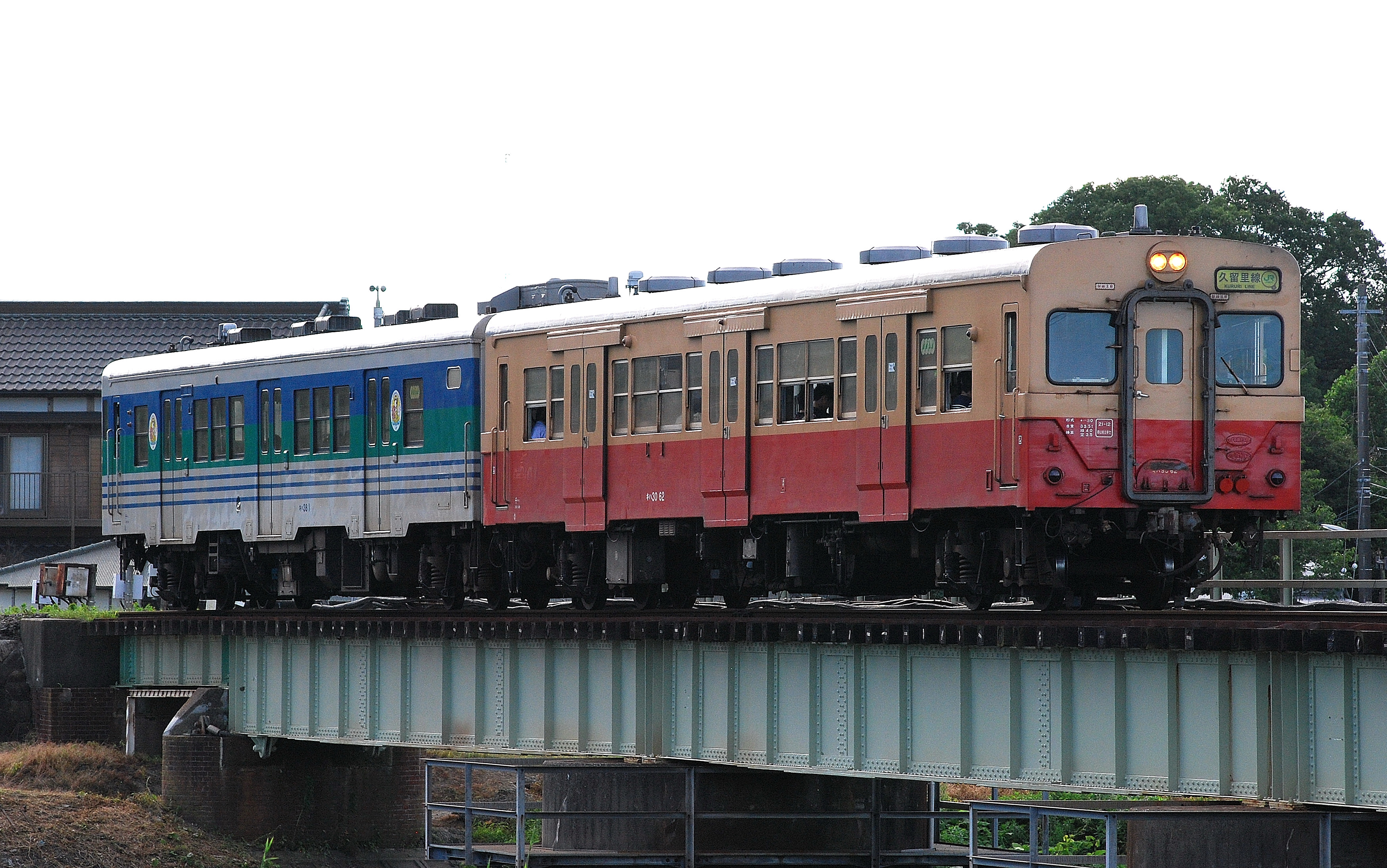
キハ30 62 （在籍歴あり）
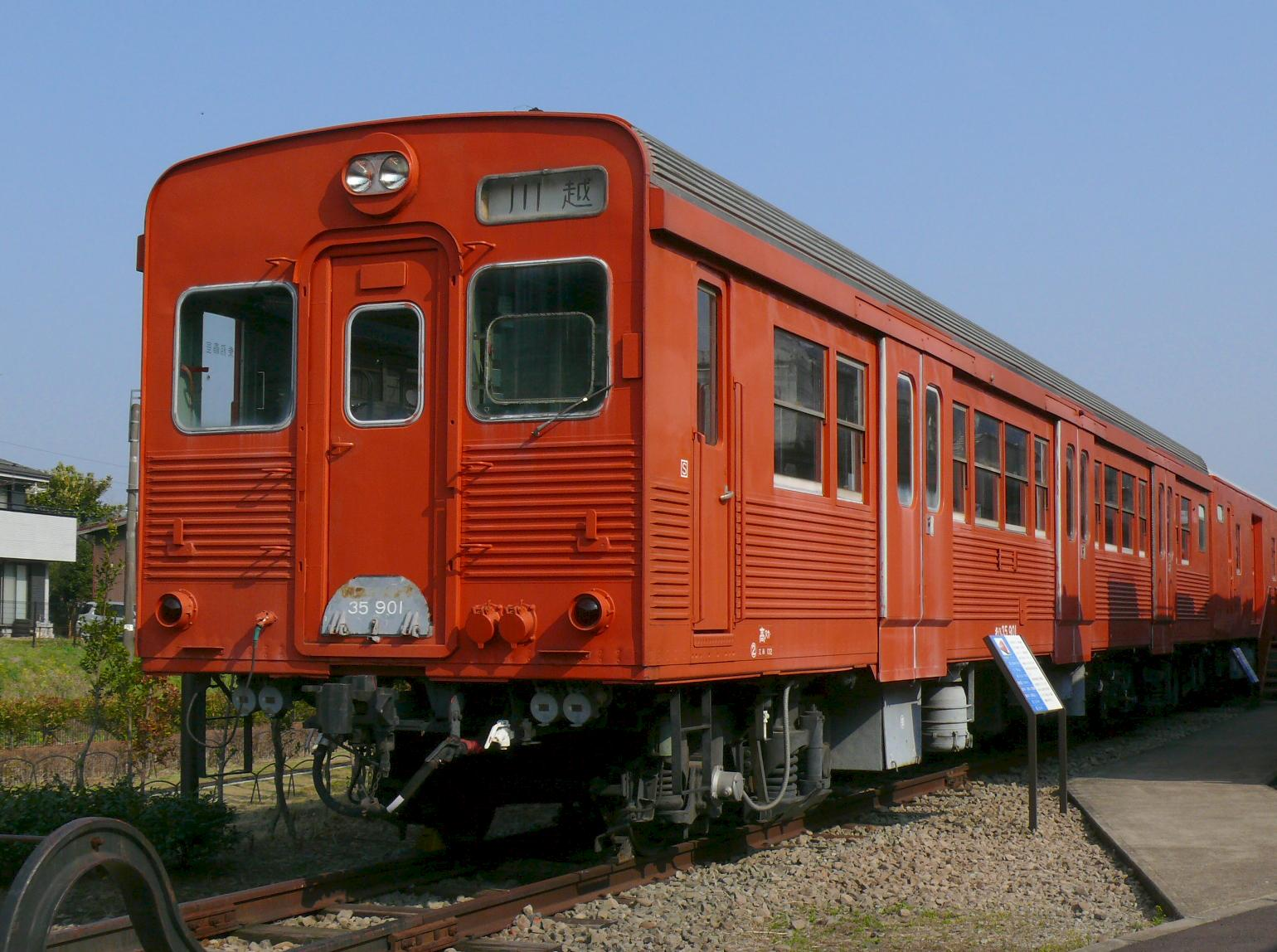
キハ35 901 （新製配置）
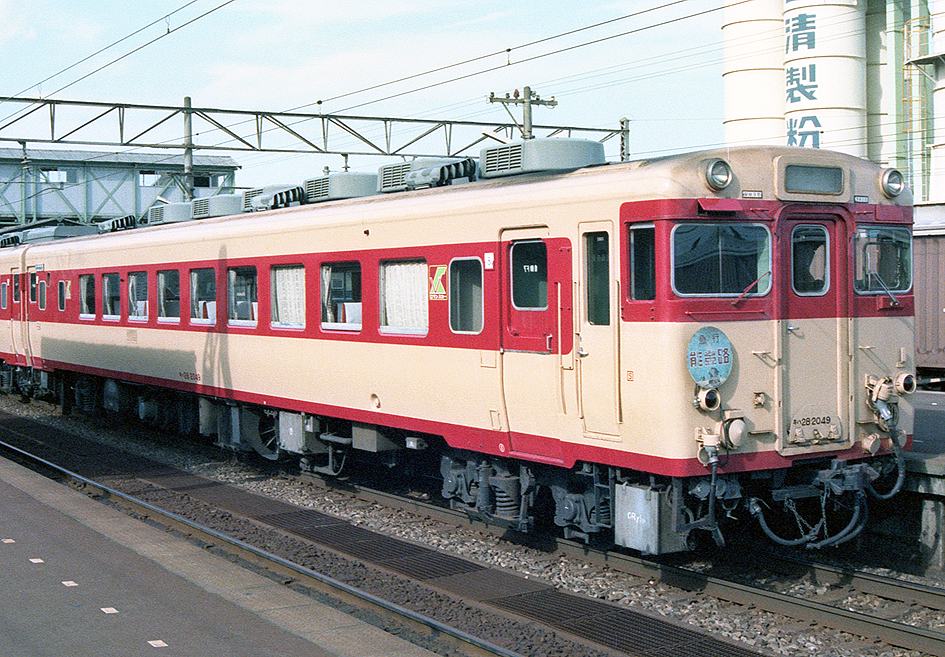
キハ28 2049 （新製配置）
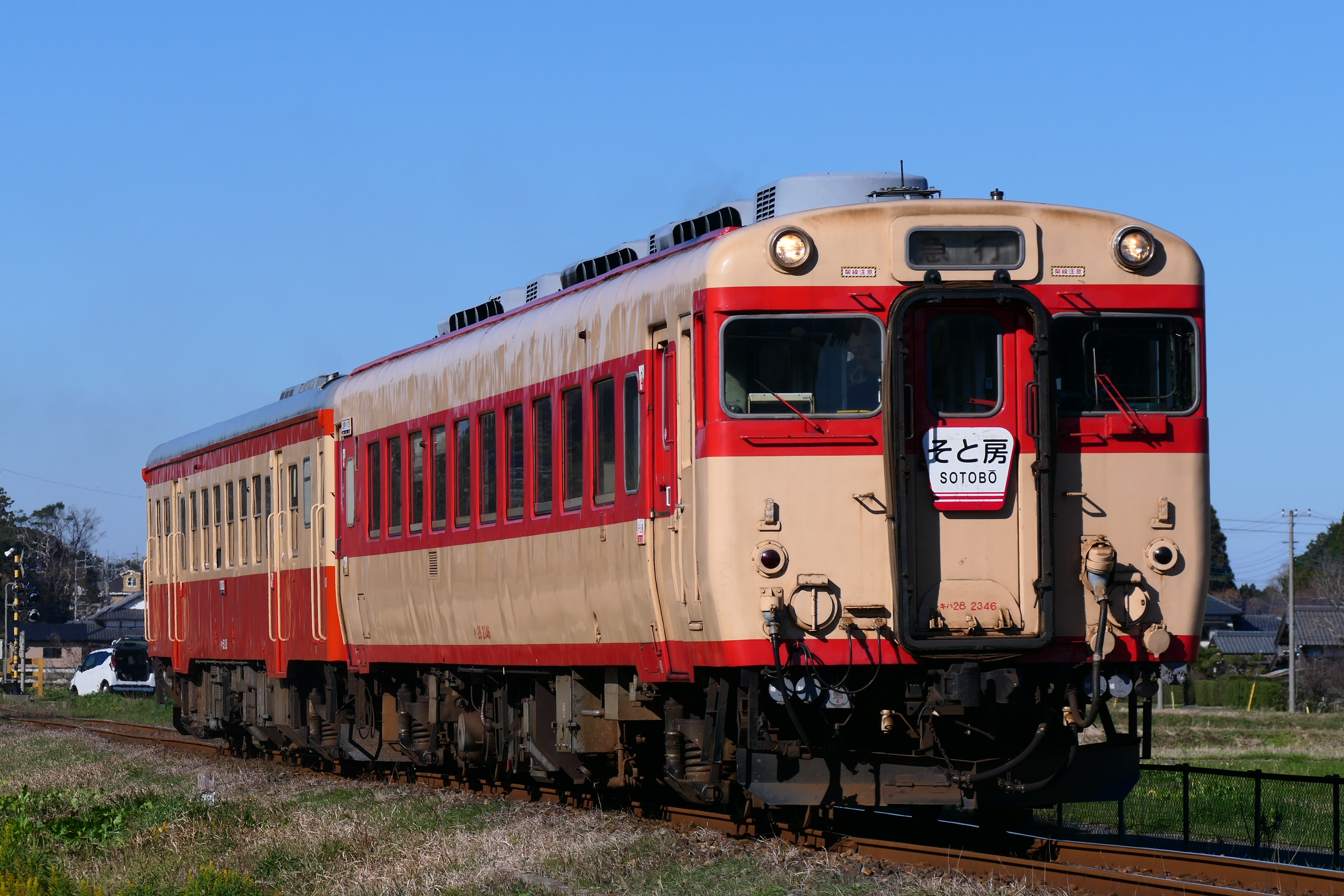
キハ28 2346 （借入歴あり）
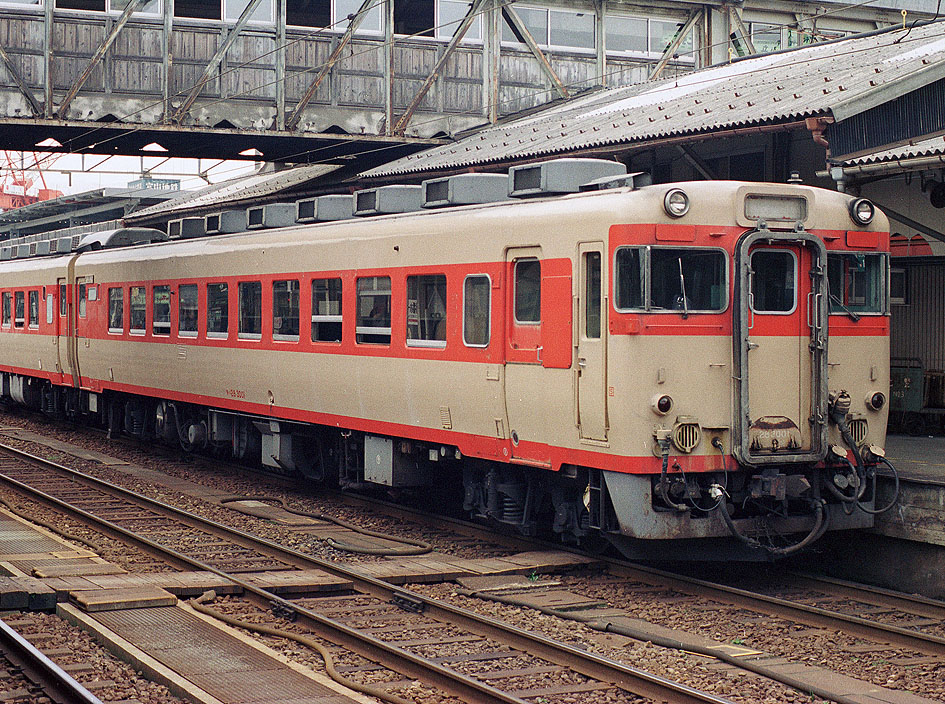
キハ28 3001 （新製時に仮配置）
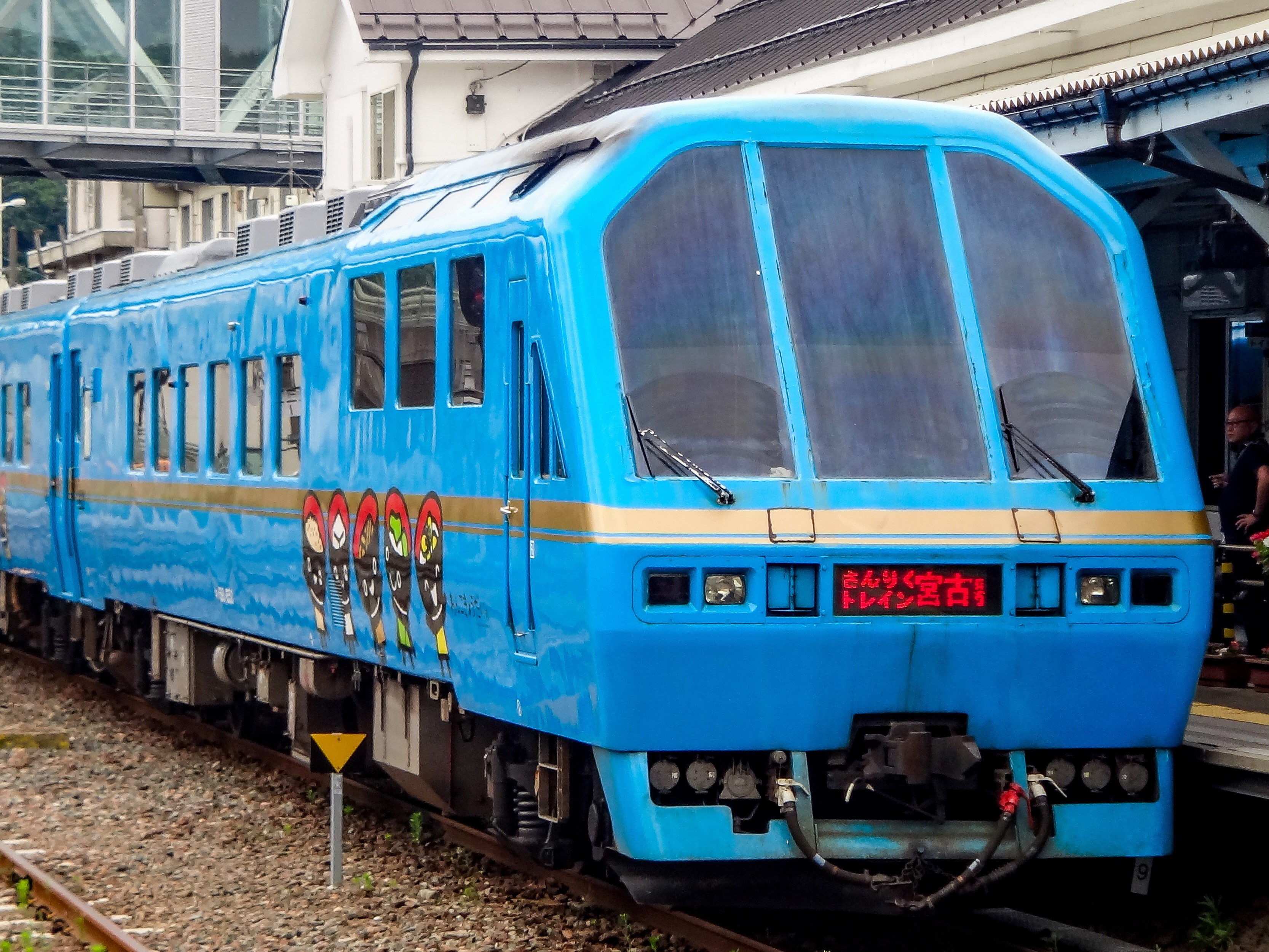
キハ58 650 （新製時に仮配置）

### 配置車両に標記される略号
- 気動車:「千チハ」…千葉鉄道管理局の「千」と千葉の電報略号「チハ」から構成。
- 機関車:「千」…千葉気動車区の「千」より。過去（1961年（昭和36年）1月まで）及び現在（1997年（平成9年）3月以降）、同じく「千」の区名札を用いる「千葉機関区」が存在している。

### 主な配置車両
- 気動車
  - 17系
  - 20系
  - 35系
  - 45系
  - 55系
  - 58系
  - 60系
  - 90系
- ディーゼル機関車
  - DD13形
  - DF93形

## 年表
- 1954年（昭和29年）：開区。
- 1975年（昭和50年）3月10日：閉区。